# Wipeout (chương trình truyền hình 1988)
Wipeout là một trò chơi truyền hình của Mỹ được phát sóng từ ngày 12 tháng 9 năm 1988 đến ngày 9 tháng 6 năm 1989, với Peter Tomarken là người dẫn chương trình. Chương trình do Dames-Fraser Productions sản xuất và được phân phối trong phân phối lần đầu bởi Paramount Domestic Television.

## Nội dung chính

### Vòng đầu tiên
Ba thí sinh tranh tài ở mỗi tập phát sóng. Ban đầu, mỗi trò chơi có ba thí sinh mới. Sau vài tuần, một nhà vô địch trở lại và hai thí sinh mới tranh tài.
Các thí sinh được đưa ra một hạng mục và hiển thị 16 câu trả lời có thể có trên lưới màn hình 4 x 4. Mười một câu trả lời đúng, trong khi năm câu trả lời sai được gọi là "Wipeout". Thí sinh ở vị trí ngoài cùng bên trái bắt đầu vòng thi. Thí sinh kiểm soát lần lượt chọn một câu trả lời, mỗi câu trả lời đúng sẽ được thưởng tiền, đồng thời tìm ra cách xóa sạch sẽ đặt lại điểm về 0 và kết thúc lượt của mình. Sau mỗi câu trả lời đúng, thí sinh có thể chọn lại hoặc chuyển quyền kiểm soát cho thí sinh tiếp theo. Câu trả lời đúng đầu tiên của vòng có giá trị 25 USD và giá trị của mỗi câu trả lời tiếp theo tăng thêm 25 USD, với câu trả lời cuối cùng trị giá 275 USD.
Vòng đấu kết thúc khi tất cả 11 câu trả lời đúng được tìm thấy hoặc nếu tất cả năm lần loại bỏ đã được chọn. Hai thí sinh có tổng số tiền cao nhất giữ nguyên số tiền mình kiếm được và đi tiếp, trong khi thí sinh đứng thứ ba ra về với giải khuyến khích. Nếu hòa vì điểm thấp, các thí sinh bị hòa sẽ được xếp vào một hạng mục mới và đưa ra 12 câu trả lời (tám đúng, bốn sai). Họ luân phiên chọn từng câu trả lời một, bằng cách tung đồng xu để quyết định xem ai sẽ bắt đầu và thí sinh đầu tiên tìm được câu trả lời bị loại sẽ bị loại. Nếu tìm được tất cả tám câu trả lời đúng thì thí sinh đưa ra câu trả lời cuối cùng sẽ tiến lên.
Một trong mười một câu trả lời đúng được gọi là "Hot Spot", kèm theo giải thưởng. Sau khi Hot Spot được phát hiện, Tomarken sẽ lấy một token thông báo từ bên trong bục của mình và đặt nó lên bàn của thí sinh đã tìm thấy nó. Để giành được giải Hot Spot, một thí sinh vừa phải sở hữu token ở cuối vòng, vừa phải có số điểm đủ cao để tiến vào Vòng thử thách. Nếu thí sinh nắm giữ Hot Spot phát hiện ra lỗi wipeout, mã thông báo sẽ bị lấy đi và một câu trả lời khác được chỉ định là Hot Spot.

### Vòng thưởng
Vòng thưởng sử dụng một lưới gồm 12 màn hình được sắp xếp thành ba hàng bốn. Nhà vô địch đã cố gắng giành được một xe hơi mới bằng cách xác định sáu câu trả lời đúng trong một danh mục trong vòng sáu mươi giây. Sau khi nhà vô địch được hiển thị danh mục và 12 câu trả lời có thể có, anh/cô đã chọn ra 6 câu trả lời. Nhà vô địch chạm vào đường viền bên ngoài màn hình tương ứng và màn hình sáng lên. Sau khi sáu màn hình được thắp sáng, nhà vô địch chạy và nhấn chuông để chốt câu trả lời. Nếu có ít hơn sáu câu đúng, Tomarken sẽ nói với nhà vô địch rằng anh/cô đã chọn đúng bao nhiêu và nhà vô địch sẽ thực hiện những thay đổi.  Quá trình lặp lại cho đến khi tìm thấy tất cả sáu câu trả lời đúng hoặc hết thời gian. Nếu nhà vô địch tìm được tất cả sáu câu trả lời trong thời hạn, họ sẽ thắng giải đặc biệt là xe hơi và bất bại về đích. Nếu không, nhà vô địch sẽ quay trở lại cho đến khi bị đánh bại.

## Phát lại
Các phần phát lại của chương trình này sau đó được phát sóng trên USA Network từ năm 1989 đến năm 1991.

## Phiên bản quốc tế
| Quốc gia       | Tên địa phương     | Dẫn chương trình                                                                       | Kênh trình chiếu          | Năm phát sóng                       |
| -------------- | ------------------ | -------------------------------------------------------------------------------------- | ------------------------- | ----------------------------------- |
| Úc             | Wipeout            | Tony Johnston                                                                          | Seven Network             | 1999–2000                           |
| Đức            | Riskier Was!       | Gundis Zámbó                                                                           | Sat.1                     | 1993–1995                           |
| Hy Lạp         | Risko              | Giorgos Polixroniou                                                                    | Mega Channel              | 1995–1997                           |
| Indonesia      | Sapu Bersih        | Harry de Fretes                                                                        | TPI                       | 1997–1998                           |
| Hà Lan         | Denktank           | Kas Van Lersel                                                                         | RTL 4 RTL 5 Veronica      | 1994–1999                           |
| Na Uy          | Askeladden         | Finn Schau                                                                             | TV 2                      | 1992–1993                           |
| Tây Ban Nha    | Alta Tensión       | Constantino Romero (1998–1999) Luis Larrodera (2006–2008) Christian Gálvez (2021–2022) | Antena 3 Cuatro Telecinco | 1998–1999 2006–2008, 2021–2022 2021 |
| Tây Ban Nha    | Tensión sin Limite | Ivonne Reyes                                                                           | Veo 7                     | 2011                                |
| Vương quốc Anh | Wipeout            | Paul Daniels (1994–1997) Bob Monkhouse (1998–2002)                                     | BBC1                      | 1994–2002                           |